# Ранкин (лунный кратер)
Кратер Ранкин (лат. Rankine) — небольшой ударный кратер в восточной экваториальной области видимой стороны Луны. Название присвоено в честь шотландского инженера, физика и механика Уильяма Джона Ранкина (1820—1872) и утверждено Международным астрономическим союзом в 1976 г. 

## Описание кратера
Ближайшими соседями кратера являются кратер Маклорен на западе-северо-западе; кратер Нобили на северо-востоке; кратер Гилберт на востоке и кратер Беринг на юге. На западе-северо-западе от кратера находятся Море Пены; на севере-северо-востоке Море Волн; на востоке Море Смита. Селенографические координаты центра кратера 3°52′ ю. ш. 71°29′ в. д. / 3,87° ю. ш. 71,49° в. д., диаметр 10,5 км, глубина 2700 м.
Кратер Ранкин располагается в южной части чаши сателлитного кратера Маклорен B и имеет циркулярную чашеобразную форму с маленьким участком плоского дна. Внутренний склон гладкий, с высоким альбедо. Высота вала над окружающей местностью достигает 300 м, объем кратера составляет приблизительно 20 км³.

## Сателлитные кратеры
Отсутствуют.

## См.также
- Список кратеров на Луне
- Лунный кратер
- Морфологический каталог кратеров Луны
- Планетная номенклатура
- Селенография
- Минералогия Луны
- Геология Луны
- Поздняя тяжёлая бомбардировка